# Film Forum
 (avril 2024).
La mise en forme du texte ne suit pas les recommandations de Wikipédia : il faut le « wikifier ».
Les points d'amélioration suivants sont les cas les plus fréquents. Le détail des points à revoir est peut-être précisé sur la page de discussion.
- Les titres sont pré-formatés par le logiciel. Ils ne sont ni en capitales, ni en gras.
- Le texte ne doit pas être écrit en capitales (les noms de famille non plus), ni en gras, ni en italique, ni en « petit »…
- Le gras n'est utilisé que pour surligner le titre de l'article dans l'introduction, une seule fois.
- L'italique est rarement utilisé : mots en langue étrangère, titres d'œuvres, noms de bateaux, etc.
- Les citations ne sont pas en italique mais en corps de texte normal. Elles sont entourées par des guillemets français : « et ».
- Les listes à puces sont à éviter, des paragraphes rédigés étant largement préférés. Les tableaux sont à réserver à la présentation de données structurées (résultats, etc.).
- Les appels de note de bas de page (petits chiffres en exposant, introduits par l'outil «  Source ») sont à placer entre la fin de phrase et le point final[comme ça].
- Les liens internes (vers d'autres articles de Wikipédia) sont à choisir avec parcimonie. Créez des liens vers des articles approfondissant le sujet. Les termes génériques sans rapport avec le sujet sont à éviter, ainsi que les répétitions de liens vers un même terme.
- Les liens externes sont à placer uniquement dans une section « Liens externes », à la fin de l'article. Ces liens sont à choisir avec parcimonie suivant les règles définies. Si un lien sert de source à l'article, son insertion dans le texte est à faire par les notes de bas de page.
- La présentation des références doit suivre les conventions bibliographiques. Il est recommandé d'utiliser les modèles {{Ouvrage}}, {{Chapitre}}, {{Article}}, {{Lien web}} et/ou {{Bibliographie}}. Le mode d'édition visuel peut mettre en forme automatiquement les références.
- Insérer une infobox (cadre d'informations à droite) n'est pas obligatoire pour parachever la mise en page.

Pour une aide détaillée, merci de consulter Aide:Wikification.
Si vous pensez que ces points ont été résolus, vous pouvez retirer ce bandeau et améliorer la mise en forme d'un autre article.

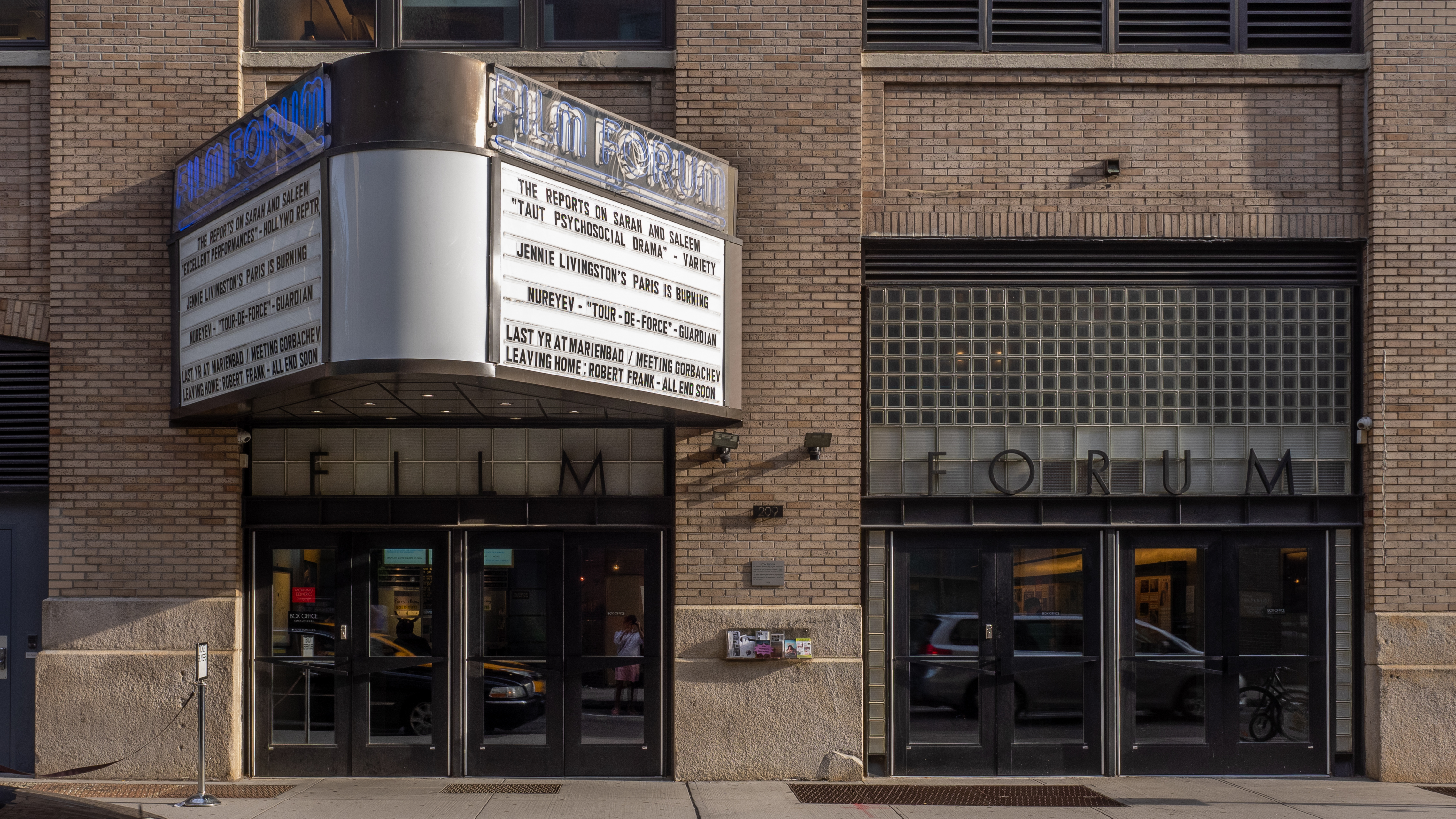
Le cinéma en 2019.

Le Film Forum est un cinéma à but non lucratif situé au 209 West Houston Street dans le quartier de Greenwich Village, à Manhattan.

## Histoire
Il a ouvert ses portes en 1970 en tant qu'espace de projection alternatif pour les films indépendants.

### Cinéma indépendant
Le Film Forum est un cinéma de 4 salles ouvert 365 jours par an, avec 280 000 entrées annuelles, près de 500 sièges, 60 employés, 4500 membres et un budget de fonctionnement de 5 millions de dollars. Le Film Forum est le seul cinéma à but non lucratif autonome de la ville de New York et l'un des rares aux États-Unis.
Le Film Forum propose deux programmes cinématographiques distincts. Des premières de films indépendants américains et de films d'art étranger, programmées par Karen Cooper, Mike Maggiore et Bruce Goldstein. En janvier 2013, Goldstein a lancé une série appelée Film Forum Jr. qui présente des films classiques adaptés aux enfants et à leurs parents. Ainsi, des rétrospectives sur Isabelle Huppert ou Alain Delon ont été organisées.

### Réputation
Agnès Varda, Donn Alan Pennebaker, Christopher Nolan, Kelly Reichardt, Ramin Bahrani ont fait l'éloge du cinéma et de sa programmation.